# Spanskgrönt
Spanskgrönt eller spanskgröna, Pigment Green 20 (C.I. 77408), är ett pigment som består av basiskt kopparacetat. Andra namn är koppargrönt och verdigris. Spanskgröna var det första syntetiska kopparpigmentet och tillverkades av ättika och kopparspån. Det är känt sedan antiken och har använts i svenskt inredningsmåleri åtminstone sedan 1500-talet. Det är giftigt och varken ljus- eller kalkäkta, men på grund av bristen på bättre gröna pigment var det ändå vanligt i 1700- och 1800-talens folkliga möbelmåleri. Idag har det ersatts av andra gröna pigment.